# Кава з яйцем
Кава з яйцем (в'єт. Cà phê trứng) — в'єтнамський напій, який традиційно готують з яєчних жовтків, цукру, згущеного молока і кави «робуста».
Напій походить з Ханоя, подається в усьому В'єтнамі.

## Історія
Міф свідчить, про те, що під час війни свіжого молока не вистачало, тому замість нього стали використовувати збитий яєчний жовток.
Кава Giang (в'єт. Cà phê trứng) в Ханої відома тим, що подають напій, який готують з курячого яєчного жовтка, кавового порошку, згущеного молока і, за бажанням, сиру. Чашку іноді подають в місткості з гарячою водою або ставлять над невеликою свічкою, щоб зберегти температуру. Син винахідника напою Нгуєн Джіанг стверджує, що його батько розробив цей рецепт, коли в кінці 1940-х років у В'єтнамі не вистачало молока, замінивши молочний продукт яєчним жовтком.

## Інгредієнти і підготовка
Для приготування напою використовують вид квітучих рослин роду кави з сім'ї Rubiaceae . Плоди швидше дозрівають та їх урожайність зазвичай більша, ніж у інших. Період дозрівання становить близько 6 місяців, що робить можливим кілька врожаїв на рік. Інгредієнти для приготування кави: свіжі курячі яйця, цукор, молоко і кава. Яєчні жовтки збивають вручну з молоком і цукром, а потім варять. У цю суміш потім наливають гарячу або холодну каву, яка утворює красиву ароматну піну. Надається чайна ложка, щоб з'їсти піну перед тим, як пити каву. Напій подають у невеликій чашці. Щоб напій залишався теплим, чашка кави поміщається в ємність з теплою водою. Після заливки суміші з яєць кави на дні чашки набуває більш насичений смак.